# Kałmucy
Kałmucy (kałm. хальмгуд albo хальмг) – naród mongolski z grupy ojrackiej, liczący ok. 250 tys. osób.

## Nazwa
Nazwa Kałmuków wywodzi się od tureckiej nazwy „Kalmak”, używanej przez zislamizowanych Turków Azji Środkowej w stosunku do Mongołów (w sensie ludów kontynuujących tradycje Imperium mongolskiego) nie nawróconych na islam. Zgodnie z najprawdopodobniej ludową etymologią „Kalmak” miało oznaczać „pozostawać” i odróżniać „pozostających w pogaństwie” od nawróconych na islam. Ponieważ spośród ludów mongolskich najbliższym sąsiadem muzułmańskich Turków byli Ojraci, w praktyce nazwa „Kalmak” najczęściej oznaczała tych ostatnich. Kiedy Ojraci w XVII wieku przybyli nad dolną Wołgę, Rosjanie przejęli ich turecką nazwę, która w ich języku przybrała formę „Kałmyki”. Pod koniec XIX wieku rosyjscy Ojraci ostatecznie zaakceptowali nazwę „Kałmyki” jako swoje samookreślenie, przy czym w ich języku przyjęła ona formę „Hal'mgud” albo „Hal'mg”.

## Historia

### Chanat Kałmucki

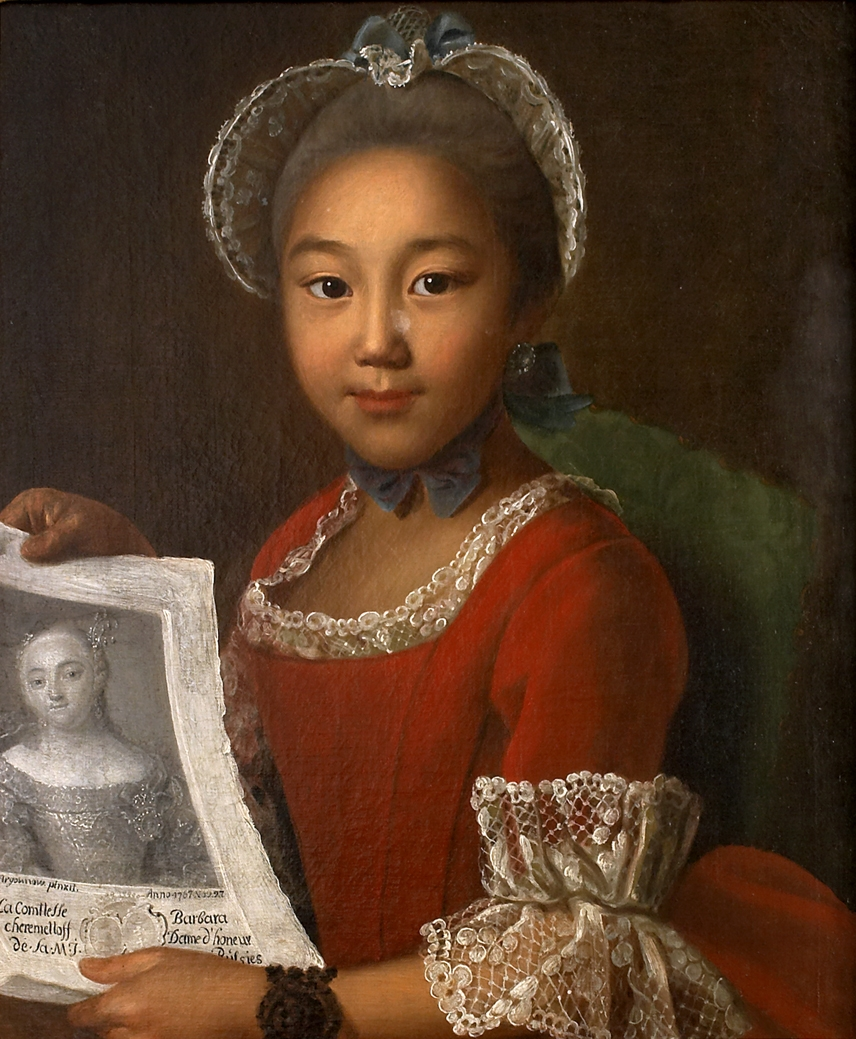
Portret Annuszki – kałmuckiej dziewczynki, wychowanicy rosyjskich arystokratów, Warwary i Piotra Szeremietiewów, mal. Iwan Argunow (1767). Muzeum Kuskowo

Kałmucy wywodzą się od Ojratów, którzy w pierwszej połowie XVII wieku przybyli w rejon dolnej Wołgi. Już w roku 1608 ojrackie plemię Choszutów dokonało rajdu na zajmujących te terytoria Nogajów. W roku 1630 tajsz Torgutów Chö-Örlük (zm. 1644) przyprowadził 22 tys. gospodarstw na step nadkaspijski. Później miały do niego dołączyć grupy Choszutów. W roku 1677 w ten sam rejon przybyło 4 tys. gospodarstw Derbetów i Ojraci kontynuowali przybywanie ze wschodu w latach 80. Chö-Örlük zginął w walce z koalicją Kabardyjczyków, Nogajów i Tatarów Krymskich w roku 1644, nie powstrzymało to jednak osiedlania się Ojratów. Do końca lat trzydziestych Nogajowie zostali przez nich całkowicie rozbici i rozproszeni, zaś w roku 1656 Torguci przekroczyli Wołgę. Pozycję Kałmuków (jak nazywali Ojratów ich nowi sąsiedzi) w regionie Powołża potwierdzał traktat zawarty z Rosją w roku 1655, w którym przyznano im prawo do wypasania swoich trzód po obu stronach Wołgi i handlowania w rosyjskich miastach w zamian za wojskowe przymierze. Rosjanie interpretowali spisany po rosyjsku traktat jako przysięgę wierności carowi, jednak dla Kałmuków był on po prostu dwustronną umową.
Chö-Örlük przez cały czas utrzymywał kontakty z innymi Mongołami i w roku 1640 wziął udział w wielkim zgromadzeniu, podczas którego zawarto pokój pomiędzy Chałchasami i Ojratami. Uchwalone podczas niego tzw. Prawo Mongolsko-Ojrackie Chö-Örlük przyjął dla swoich Torgutów. Poszczególne rody i plemiona Ojratów przybyłe nad Wołgę nie tworzyły początkowo jednolitego ludu i dopiero wnuk Chö-Örlüka, Ajuka-chan (1669–1724), scalił te różne grupy w jedną konfederację plemienną, liczącą jakieś 40 do 50 tys. gospodarstw. Za panowania Ajuki Kałmucy osiągnęli szczyt swojej potęgi. Pomimo pisemnych zobowiązań wobec Rosji chan Kałmuków prowadził de facto samodzielną politykę, utrzymując stosunki z Osmanami i Persją, a nawet najeżdżając terytoria Rosji i podlegających jej Baszkirów. Niezależność Kałmuków uległa jednak ograniczeniu po zdobyciu przez Rosjan Azowa w roku 1696, a następnie wybudowaniu przez Piotra Wielkiego (1682–1725) łańcucha fortec pomiędzy Donem a Carycynem (dzis. Wołgograd) nad Wołgą. Po śmierci Ajuki w roku 1724 jego syn Czeren-Donduk (1724–1735) został zmuszony do złożenia przysięgi wierności carowi, tym razem spisanej w języku ojrackim, wraz z kałmucką arystokracją (nojod) i urzędnikami. 
W następnych dziesięcioleciach Kałmucy stopniowo tracili swoje pastwiska na rzecz rosyjskich kolonistów i zubożali zaczęli się bać, że Rosjanie zamienią ich w chłopów i chrześcijan. Od początku swoich kontaktów z Rosją Kałmucy służyli jako wojska posiłkowe carów i ze względu na ich skuteczność żądania Rosjan w tym zakresie bezustannie wzrastały, bez względu na pogarszającą się sytuację ekonomiczną Ojratów. W tych okolicznościach w roku 1771 większość Kałmuków, ok. 31 tys. gospodarstw, uciekła do Dżungarii, gdzie wcześniej zaprosił ich cesarz Chin Qianlong (1735–1796). Spośród tych Kałmuków, nękanych przez surowe warunki pogodowe oraz ataki rosyjskiej armii i Kazachów, do celu dotarła zaledwie około jedna trzecia. Nad Wołgą nadal pozostało ok. 11 tys. gospodarstw Kałmuków, którzy z różnych powodów nie mogli lub nie chcieli dołączyć do większości, albo zmuszono ich do powrotu.

### W Imperium Rosyjskim

Kałmucki lama podczas modlitwy - obraz Wilhelma Kiesewettera (1811–1865), niemieckiego malarza i etnografa. Museum Europäischer Kulturen, Berlin

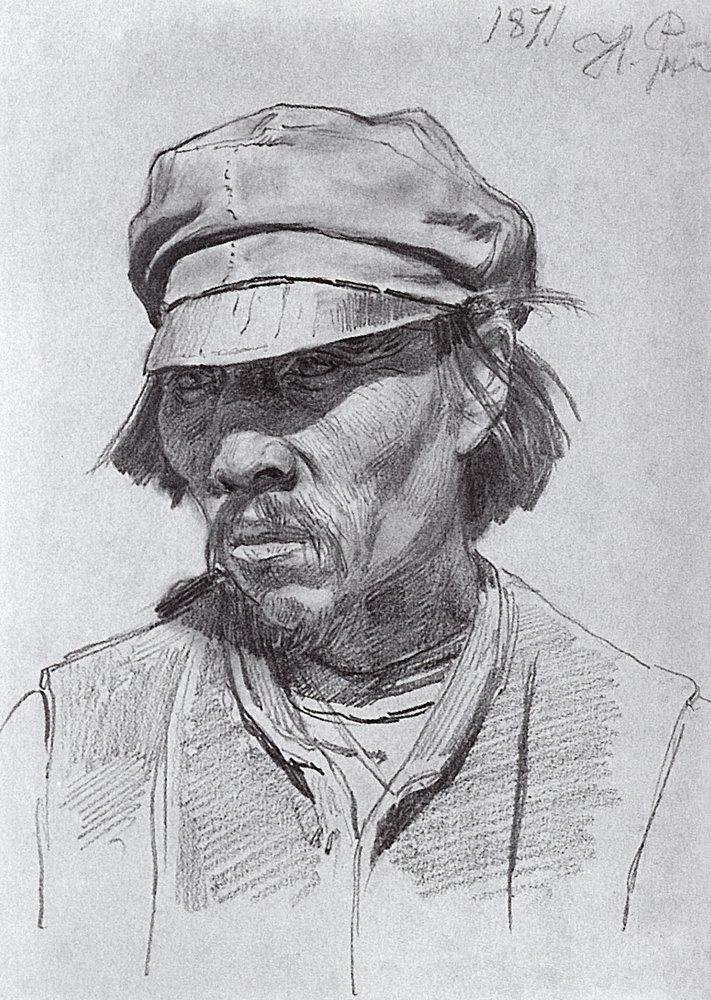
Kałmuk - rysunek Ilji Riepina, 1871. Galeria Tretiakowska

Jeszcze w roku 1771 Katarzyna II (1762–1796) zniosła tytuł chana Kałmuków i podporządkowała każdego z tajszych, sprawujących władzę nad poszczególnymi ułusami Kałmuków, namiestnikowi Astrachania. Jednocześnie stara instytucja Kałmuków, zarga (rada albo sąd), została także podporządkowana namiestnikowi, mając mu odtąd pomagać w rozstrzyganiu sporów pomiędzy Kałmukami. W innych sprawach Kałmucy mieli być sądzeni według prawa rosyjskiego. W roku 1786 zniesiono zargę i powołano na jej miejsce urząd kwatermistrza Kałmuków, którym był Rosjanin. Paweł I (1796–1801) i Aleksander I (1801–1825) przywrócili zargę, ale działającą odtąd pod nadzorem rosyjskiego policyjnego komisarza. Widomym świadectwem bezpośredniego włączenia Kałmuków do imperium było dokonane w roku 1825 przeniesienie nadzoru nad ich sprawami z kolegium poselskiego do kolegium spraw wewnętrznych.
Po tym, jak większość arystokracji Torgutów i Choszutów uciekła w roku 1771, wśród Kałmuków dominującą rolę zaczęli odgrywać przywódcy Derbetów. Spór pomiędzy nimi doprowadził jednak pod koniec XVIII wieku do podziału Derbetów na „Większych” (Iki), którzy zaczęli koczować nad Donem, a później w rejonie jeziora Manycz-Gudiło, oraz „Mniejszych” (Bagha), którzy pozostali w rejonie Wołgi. Także zaliczani do Derbetów Buzawa, którzy w roku 1699 osiedlili się w rejonie Czerkaska, w roku 1806 zostali formalnie zaliczeni do Dońskich Kozaków. 2 tys. Burzawa i 3 pułki innych Kałmuków w latach 1812–1814 wzięły udział w kampanii przeciwko napoleońskiej Francji, docierając aż do Paryża. Zarga była krytykowana za brak dokumentacji postępowania i rozstrzyganie spraw na korzyść arystokracji.  W roku 1822 zwołano zgromadzenie kałmuckiej arystokracji, lamów i sędziów zargi oraz podjęto decyzję o zrewidowaniu Prawa Mongolsko-Ojrackiego. Po jej przygotowaniu nowa kodyfikacja weszła w życie na mocy carskiego dekretu z 1828 roku. 
W drugiej połowie XIX wieku Kałmucy regionu Astrachania – Mniejsi Derbeci, Choszuci i Torguci, pozostali w zdecydowanej większości koczownikami, chociaż niedostatek pastwisk spowodował spadek pogłowia zwierząt z 2,5 mln w roku 1803 do 453 tys. z końcem stulecia. Buzawa przeszli na osiadłą hodowlę po tym jak wielkość przydzielanej im ziemi systematycznie ograniczano. Także Więksi Derbeci, którzy w roku 1861 zostali przyporządkowani do guberni stawropolskiej, zostali zmuszeni do porzucenia koczownictwa wskutek presji na ziemię wywieranej przez migrujących chłopów oraz Nogajów.
Pośród nadwołżańskich Kałmuków w 1847 roku władze rosyjskie ustanowiły system szkół podstawowych i średnich, jednak przymusowe nauczanie chrześcijaństwa w tych szkołach sprawiło, że w praktyce uczęszczali do nich jedynie wychowankowie państwa, podczas gdy większość Kałmuków odbierała tradycyjną buddyjską edukację. Jedynie arystokracja, uformowana przez rosyjskie gimnazja oraz służbę w oddziałach kawalerii często przyjmowała europejski styl życia. Lamowie stanowili znaczną część populacji Kałmuków. Rosjanie zgodzili się na budowanie buddyjskich klasztorów i świątyń dopiero w roku 1798. Przy budowie Churułu Choszutów, klasztoru mającego upamiętniać Kałmuków, którzy zginęli w walce z Napoleonem, zaadaptowano rosyjską architekturę do buddyjskich celów. Buddyjska rzeźba była słabo rozwinięta, jednak inaczej było w przypadku malarstwa, które kontynuowało indo-tybetańskie wzorce. Kopiowanie, przechowywanie i nauczanie bardziej przystępnej buddyjskiej literatury i nauk – świętych pism, poezji religijnej, astrologii i medycyny – zajmowało większość uwagi Kałmuków, podczas gdy wyższe nauki były niedostępne ze względu na brak wykwalifikowanych nauczycieli.
Przełom XIX i XX wieku był dla Kałmuków okresem narodowego odrodzenia, co miało dwie zasadnicze przyczyny. Po pierwsze rozwinęła się wśród nich rosyjska i buddyjska edukacja, obejmująca coraz szersze warstwy społeczeństwa, co doprowadziło do powstania nielicznej kałmuckiej inteligencji, złożonej głównie z posiadających rosyjskie wykształcenie nauczycieli. Po drugie Kałmucy po około stuletnim okresie izolacji ponownie nawiązali relacje ze swoimi mongolskimi i buddyjskimi współbraćmi. W roku 1892 zniesiono przywileje arystokracji i administracyjną autonomię astrachańskich Kałmuków. Wybór książąt Cerena Dawida Tundutowa oraz Seren-Dżab Tümena do Dumy w latach 1906 i 1907 umocnił jednak wpływ arystokracji wśród Kałmuków. Niezadowolenie Kałmuków koncentrowało się głównie wokół pozostałych restrykcji w stosunku do edukacji nie-Rosjan oraz ich podziału pomiędzy administrację Astrachania, Stawropola oraz Kozaków Dońskich. Ostateczne zniesienie ograniczeń edukacji nie-Rosjan w roku 1905 sprzyjało dalszemu rozwojowi kałmuckiej inteligencji. Od roku 1880 Kałmucy regularnie pielgrzymowali do Churije (dzis. Ułan Bator). Pielgrzymki Baazy-Bagszy Menkidżujewa do Tybetu w latach 1891–1894 oraz wizyty buriackiego lamy Agwana Dordżijewa ożywiły naukowe zainteresowanie buddyzmem. Rewolucja 1905 roku przyniosła pierwsze oznaki kałmuckiego politycznego aktywizmu wraz z krótko żyjącą organizacją „Chorągwia Kałmuckich Populistów”, aktywną w latach 1907–1908.

### W Związku Radzieckim

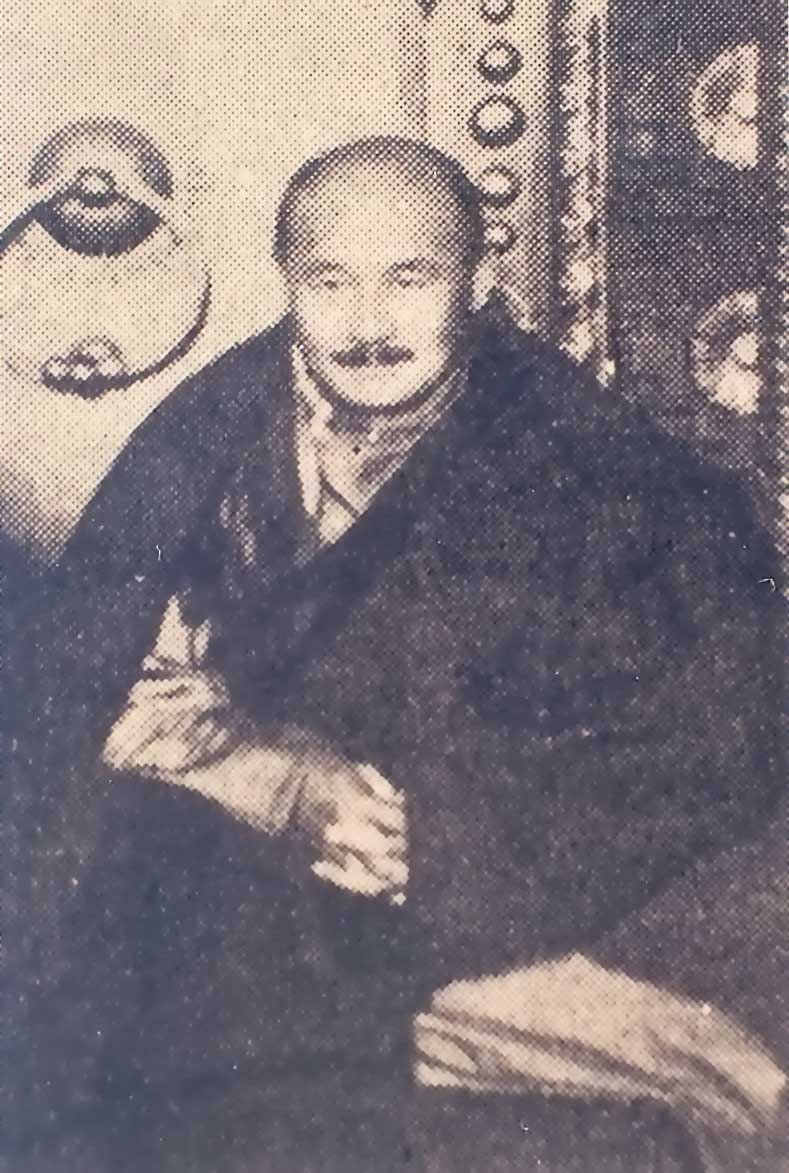
Lama Lubsan Szarab Tepkin (1875–1941?)

W reakcji na obalenie cara przez rewolucję lutową kałmuccy intelektualiści i aktywiści zaczęli wysuwać sprzeczne ze sobą żądania połączenia z Kozakami Dońskimi, albo opartej na kryterium etnicznym autonomii. Bolszewicy opanowali Astrachań 7 lutego 1918 roku i dopiero wtedy w ich szeregach pojawili się pierwsi rekruci pochodzenia kałmuckiego. Wojna domowa przyniosła zagładę Buzawa, z których większość wraz z Kozakami walczyła po stronie Białych. Zwycięstwo Armii Czerwonej na początku 1920 było naznaczone masakrami kałmuckich uchodźców, przy czym ok. półtora tysiąca Kałmuków udało się na wygnanie do Europy. Ta grupa stanowiła początek kałmuckiej diaspory w Europie i USA. W sumie populacja Buzawa, w 1897 roku liczących 32 283 osoby, spadła do 10 750 w 1920, zaś populacja Kałmuków ogółem ze 190 600 w 1897 do 133 500 w 1926. Kałmucy pozostali w niemal całości wiejską populacją - tylko 1,3 procent z nich mieszkało w miastach.
4 listopada 1920 powołany został Kałmucki Obwód Autonomiczny ze stolicą w Astrachaniu. Wkrótce jego terytorium zostało poszerzone o ziemie Większych Derbetów nad jeziorem Manycz-Gudiło, w latach 1922–1925 do obwodu sprowadzono także pozostałości Buzawa oraz innych odizolowanych grup Kałmuków. W 1925 tradycyjne jasne pismo zostało zastąpione przez cyrylicę, co było zgodne z postulatami niektórych kałmuckich intelektualistów. Ustanowiono szkoły podstawowe z kałmuckim językiem nauczania. Pomimo postępów poziom wykształcenia pozostał niski w stosunku do innych regionów Rosji. W roku 1926 jedynie 12,2 procent Kałmuków umiało czytać i pisać (z czego tylko jedna czwarta w języku kałmuckim), w roku 1939 ta liczba podniosła się do 59,2 procent. W 1927 stolicę obwodu przeniesiono do Elisty. Nadal działało wiele klasztorów i w 1925 Lubsan Szarab Tepkin, który spędził 10 lat w Tybecie, został wybrany przywódcą kałmuckich mnichów jako szadżin lama. 
W roku 1929 rozpoczęła się kolektywizacja, na którą Kałmucy odpowiedzieli masowym ubojem swojego bydła, którego pogłowie w rezultacie zmniejszyło się o połowę do roku 1935. Podniesienie statusu Kałmuckiego obwodu do rangi Autonomicznej Socjalistycznej Republiki Radzieckiej w tym samym roku w niczym nie poprawiło losu Kałmuków. Do roku 1937 wszyscy Kałmucy zostali zmuszeni do porzucenia koczownictwa. Znacznie ucierpieli oni w wyniku stalinowskich czystek i ich populacja nie wykazała żadnego wzrostu w latach 1926–1939. W tym czasie udział Kałmuków w populacji Kałmucji spadł z 75,6 do 48,6 procent. W 1930 rozpoczęły się pierwsze represje skierowane przeciwko buddyjskim klasztorom. Lubsan Szarab Tepkin został aresztowany w 1931 i w 1939 zamknięto ostatni klasztor.
Podczas II wojny światowej latem 1942 roku Niemcy zajęli Elistę i inne części Kałmucji. Podobnie jak w wielu innych regionach Związku Radzieckiego zostali oni powitani jak wyzwoliciele, często nawet przez urzędników należących do partii komunistycznej. Kiedy Niemcy opuścili Kałmucję w styczniu 1943 roku 3 tys. Kałmuków podążyło za nimi, tworząc Korpus Kawalerii, który walczył z Armią Czerwoną od Kałmucji aż do Polski. Sporadyczne ataki na przywróconą władzę komunistyczną w Kałmucji trwały nadal latem 1943 roku i 27 grudnia tego roku rząd sowiecki zniósł kałmucką autonomię, po czym w trakcie trwającej cztery dni operacji wojskowej przesiedlił całą populację Kałmuków na Syberię, do Azji Środkowej i na Sachalin. Szacuje się, że 16 017 Kałmuków zginęło w trakcie samej deportacji, zaś w sumie populacja Kałmuków pomiędzy rokiem 1939 a 1959 zmalała ze 134 400 do 106 000. Wszystkie pomniki kultury materialnej Kałmuków, z wyjątkiem Churułu Choszutów z jego rosyjską patriotyczną wymową, zostały zniszczone. Podczas wygnania Kałmucy zostali przypisani do specjalnych osiedli, od których nie mogli się oddalać dalej niż na 3 kilometry, oraz skazani na wykonywanie pracy fizycznej. Nauczanie organizowano bardzo powoli i jedynie w języku rosyjskim. W okresie wygnania aż do roku 1953 Kałmucy nie byli dopuszczani do uczelni wyższych.
7 stycznia 1957 odwołano wygnanie Kałmuków i przywrócono ich autonomiczny region w przybliżeniu w tych samych granicach co poprzednio. W następnym roku status regionu podniesiono z powrotem do republiki. Kałmucy nie odzyskali jednak pozostawionego przez siebie mienia ani nie otrzymali za nie żadnej rekompensaty, tak że początkowo po powrocie do ojczyzny większość z nich musiała mieszkać w namiotach i barakach, dopóki nie wybudowano dla nich nowych domów. Kałmucy raczej powoli powracali z wygnania i w roku 1970 stanowili 41,1 procent mieszkańców republiki. W okresie powygnaniowym liczba Kałmuków systematycznie wzrastała, by osiągnąć 174 tys. ludzi i 45,4 procent mieszkańców Kałmucji w 1989. W roku 1970 44,3 procent Kałmuków mieszkało w miastach powyżej 15 tys. mieszkańców, zaś w 1989 20 procent z nich mieszkało w miastach. Obie te liczby były znacznie wyższe niż przed deportacją. Po powrocie z wygnania tożsamość Kałmuków skupiła się wokół wydarzeń wpisujących się w patriotyczną narrację rosyjską, takich jak przysięga wierności carowi, udział Kałmuków w walce z Napoleonem, wersy Puszkina o Kałmukach i kałmuckie pochodzenie Lenina. Okres wygnania był przemilczany, ze wstydu i strachu. Kałmucka kultura i folklor koncentrowały się szczególnie wokół eposu Dżangar, unikając bardziej kontrowersyjnych buddyjskich elementów. W roku 1970 tylko 29,8 procent Kałmuków posiadało wykształcenie średnie lub wyższe, w porównaniu do 50,8 procent Rosjan. Pomimo to to właśnie wtedy osiągnęła dojrzałość współczesna literatura w języku kałmuckim, oparta na wzorcach rosyjskich, z najwybitniejszym przedstawicielem w osobie Dawida Kugultinowa.
W późnych latach 80., gdy za prezydentury Gorbaczowa wprowadzono politykę jawności życia publicznego (Głasnost), filmy i dzieła literackie otwarcie zaczęły podnosić kwestię cierpień Kałmuków w okresie wygnania. Świadectwem większej politycznej wolności były także protesty przeciwko budowie kanału Wołga – Czograj, wynikające z lęku przed zniszczeniem pastwisk, który to projekt ostatecznie zarzucono wiosną 1989. Większy kontakt ze światem zewnętrznym pozwolił na wzrost świadomości narodowej Kałmuków. W sierpniu 1990 po raz pierwszy Kałmucję odwiedziły delegacje ze Stanów Zjednoczonych i Francji, co doprowadziło do ustanowienia regularnych kontaktów z diasporą. Wizyta Dalajlamy i Telo Tulku Rinpocze, inkarnowanego lamy wywodzącego się spośród amerykańskich Kałmuków, do której doszło w sierpniu 1990 roku, nadała nowy impet fali odrodzenia buddyzmu. Starania o oficjalne uznanie ofiar deportacji zostały ostatecznie uwieńczone dekretem Moskwy zgodnie z którym poszkodowani Kałmucy mogli dochodzić finansowego zadośćuczynienia. Postawiono także pomnik ku czci represjonowanych w Eliście.

### W Federacji Rosyjskiej

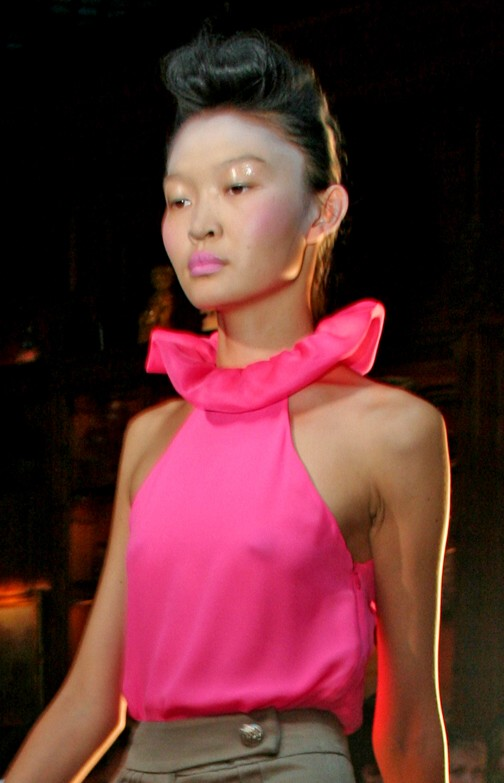
Kałmucka modelka Jewgienija Mandżijewa

18 października 1990 r. Kałmucka ASRR ogłosiła deklarację niepodległości i 20 lutego 1992 została ogłoszona Republiką Kałmucji, albo Hal'mg Taṇḥč („Narodem Kałmuckim”). Te deklaracje miały jednak charakter symboliczny i rzeczywiste odłączenie się od Rosji nigdy nie było poważnie rozważane. Zgodnie z konstytucją Kałmucji z 1994 r. (tzw. „Prawem Stepowym”) stanowi ona integralną część Rosji. Kałmucki i rosyjski mają równy status języków urzędowych, a kraj rządzony jest przez wybieranego w wyborach bezpośrednich na 7-letnią kadencję prezydenta i 27-osobowy jednoizbowy parlament, nazywany Churałem Ludowym (rosyjskie „Zgromadzenie Narodowe”). Od 1991 kałmucki stał się oficjalnie nauczanym językiem, jednak chociaż w 1989 roku 90% Kałmuków deklarowało umiejętność posługiwania się swoim językiem ojczystym, należy to traktować jako deklarację przywiązania do tradycji, a nie rzeczywistego stanu rzeczy. W praktyce powszechnie używany jest język rosyjski.
Od roku 1993 prezydentem Kałmucji był Kirsan Ilumżynow, który rychło zaczął budować wokół siebie kult jednostki. W 1998 roku doszło do głośnego morderstwa redaktorki ostatniej opozycyjnej gazety, Łarisy Judyny, które do dzisiaj nie zostało wyjaśnione. Kiedy w 1999 do władzy w Rosji doszedł Władimir Putin Ilumżynow walczył z jego polityką centralizacji, w roku 2002 ponownie wygrywając wybory z kandydatem Kremla, by ostatecznie w 2010 ustąpić ze stanowiska. Jego następcą został członek partii Jedna Rosja Aleksiej Orłow.